# Gdy umiera dzień
Gdy umiera dzień – drugi singel z debiutanckiego albumu Macieja Silskiego „Alodium”.